# Likino-Dulëvo
Likino-Dulëvo (in russo Ликино-Дулёво?); anche traslitterata come Likino-Dulevo o Likino-Dulyovo) è una cittadina della Russia europea centrale (oblast' di Mosca), situata nella pianura della Meščëra, 98 km a nordest della capitale; era compresa amministrativamente nel distretto di Orechovo-Zuevo.
La fondazione dell'entità amministrativa di Likino-Dulëvo risale al 1930, quando vennero fusi i due preesistenti insediamenti industriali di Likino e Dulëvo; la concessione dello status di città è del 1937.

## Società

### Evoluzione demografica
Fonte: mojgorod.ru
- 1959: 24.600
- 1970: 27.500
- 1979: 31.800
- 1989: 34.200
- 2002: 31.440
- 2007: 31.000